# Кауфман, Хенрик
Хенрик Кауфман (дат. Henrik Kauffmann, 26 августа 1888 — 5 июня 1963) — датский посол в США в годы Второй мировой войны.

## Биография
9 апреля 1941 года, в годовщину германского вторжения в Данию, Кауфман по собственной инициативе «именем короля» (дат. I Kongens Navn) подписал «Соглашение о защите Гренландии», предоставляя США право защищать датскую Гренландию от германского вторжения. Это соглашение было подписано госсекретарём США Корделлом Халлом и 7 июня 1941 года одобрено президентом США Франклином Д. Рузвельтом.
Подписанное Кауфманом соглашение было одобрено местными властями Гренландии во главе с Эске Бруном, но объявлено юридически ничтожным находящимся в Копенгагене датским правительством. Кауфман проигнорировал протест, заявив, что в связи с тем, что Дания оккупирована враждебной державой, датское правительство неспособно защищать национальные интересы. Правительство обвинило его в государственной измене и уволило с должности. Кауфман проигнорировал и то, и другое. Линия Кауфмана была поддержана датским генеральным консулом в США и датским послом в Иране; эти дипломаты также были лишены своих постов датским правительством. В ответ Кауфман призвал датских дипломатов по всему миру не выполнять инструкций Копенгагена.
За свои независимые политические действия по отношению к Гренландии Кауфман получил прозвище «Гренландский король».
Одним из первых действий Датского парламента после освобождения Дании в мае 1945 года был отзыв всех обвинений против Кауфмана. Кауфман вошёл в Правительство национального единства и занимал должность министра без портфеля с 12 мая по 7 ноября 1945 года. Хотя Кауфман не смог убедить Данию подписать Декларацию Организации Объединённых Наций во время войны, он смог в качестве министра присоединиться к Сан-Францисской конференции в марте 1945 года и подписать Устав ООН.
Соглашение Кауфмана было ратифицировано в начале 1950-х и служило легальным основанием для размещения в Гренландии американской авиабазы Туле.
Был женат на Шарлотте Макдугалл, дочери контр-адмирала ВМС США Уильяма Макдугалла. В браке родилось двое детей.